# Qingshan (sockenhuvudort i Kina, Jilin Sheng, lat 45,09, long 126,90)
Qingshan (kinesiska: 青山, 青山乡) är en sockenhuvudort i Kina. Den ligger i provinsen Jilin, i den nordöstra delen av landet, omkring 190 kilometer nordost om provinshuvudstaden Changchun. Antalet invånare är 28 843. Befolkningen består av 14 246 kvinnor och 14 597 män. Barn under 15 år utgör 14,0 %, vuxna 15-64 år 78 %, och äldre över 65 år 7,0 %.
Runt Qingshan är det tätbefolkat, med 266 invånare per kvadratkilometer. Qingshan är det största samhället i trakten. Trakten runt Qingshan består till största delen av jordbruksmark.
Genomsnittlig årsnederbörd är 794 millimeter. Den regnigaste månaden är juli, med i genomsnitt 166 mm nederbörd, och den torraste är januari, med 6 mm nederbörd.